# بزکوو
بزکوو (به چکی: Bezkov) یک منطقهٔ مسکونی در جمهوری چک است که در ناحیه زنویمو واقع شده‌است. بزکوو ۵٫۶۲ کیلومتر مربع مساحت و ۲۱۷ نفر جمعیت دارد و ۳۸۵ متر بالاتر از سطح دریا واقع شده‌است.